# San Martino (Tirano)

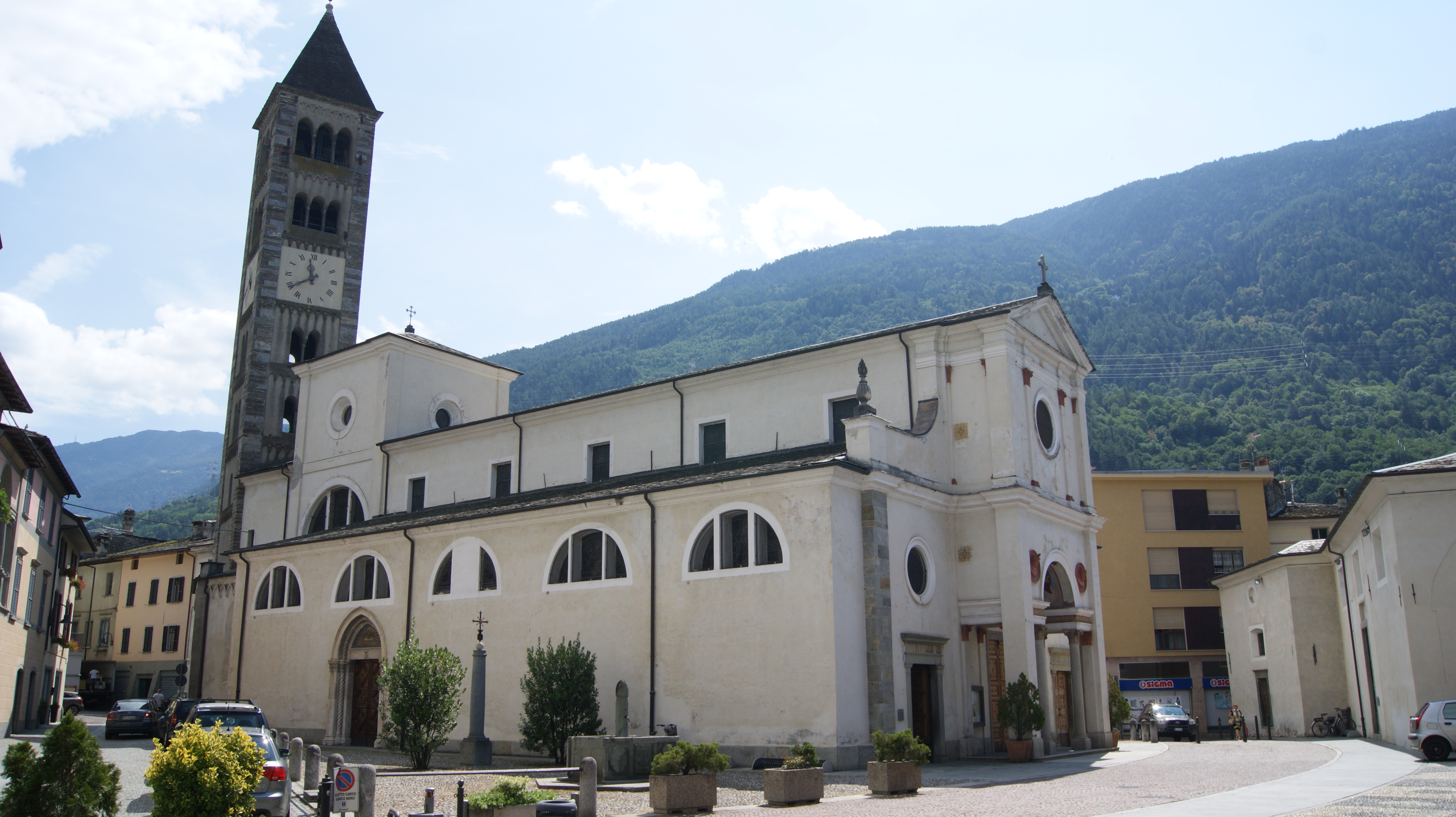

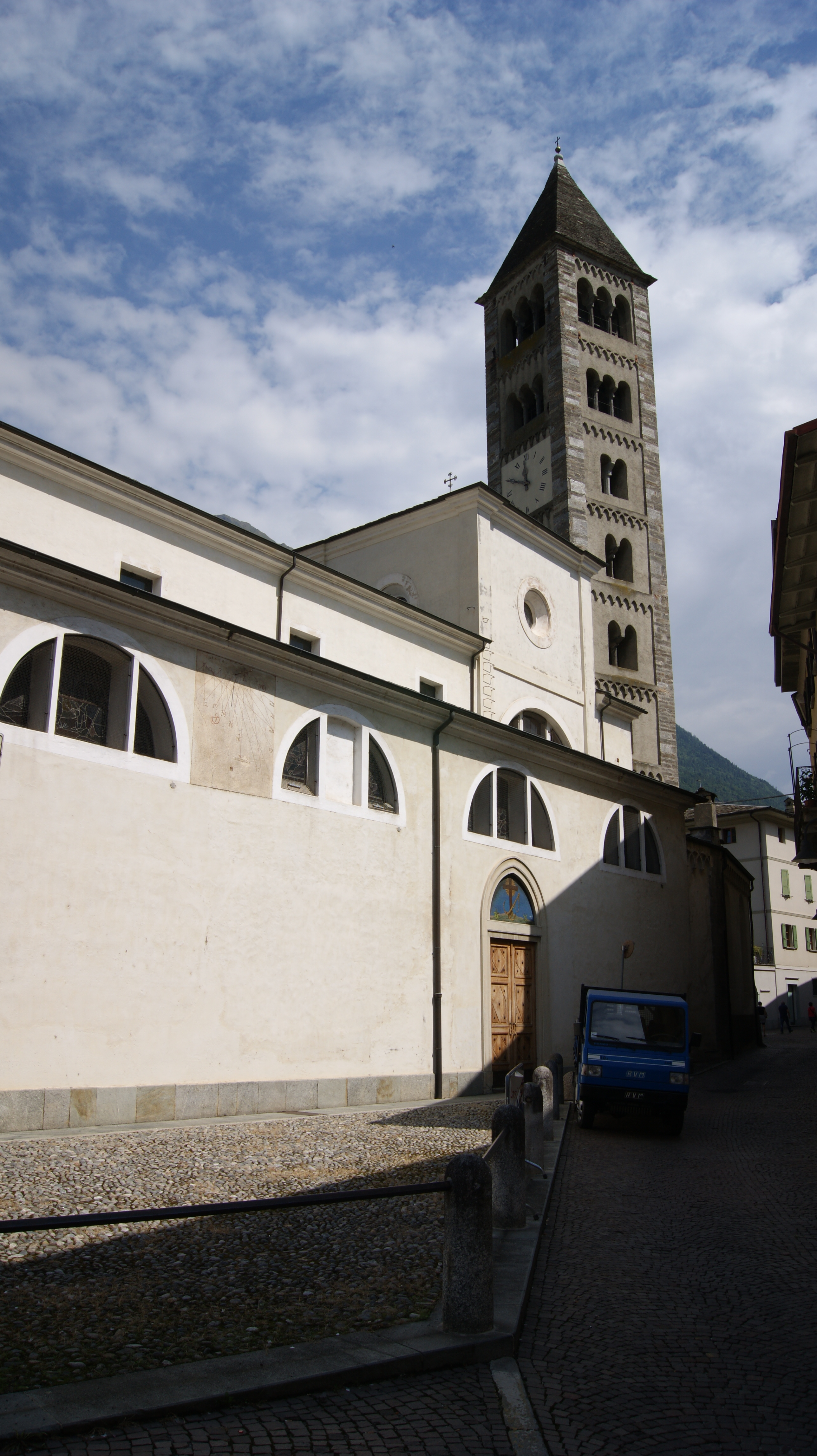
Romanischer Kirchturm

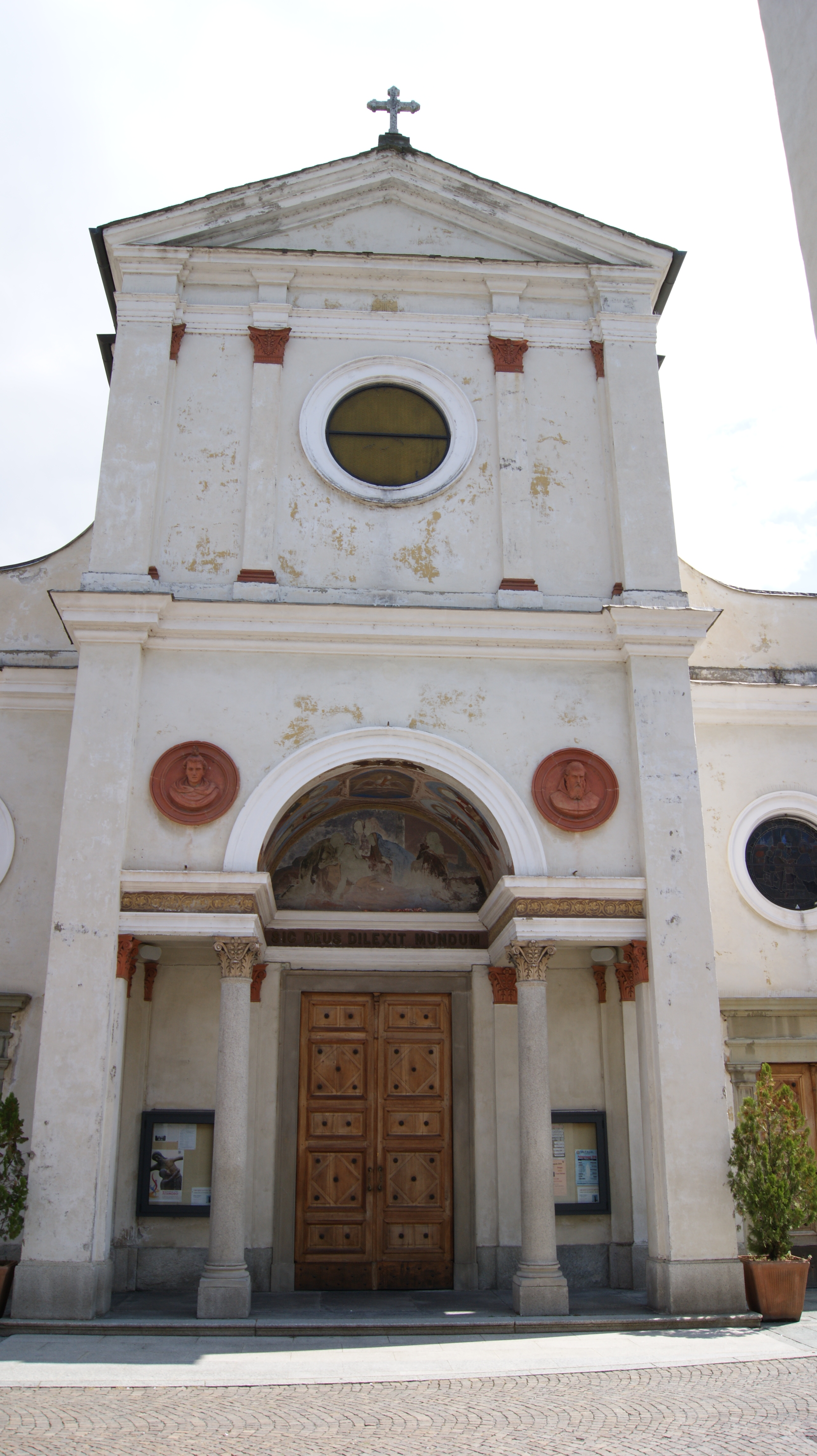
Hauptportal an der Nordseite der Kirche

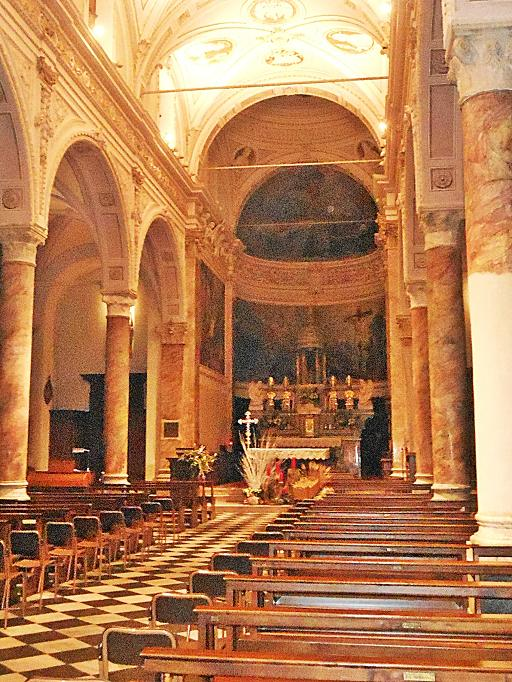
Kirchenschiff

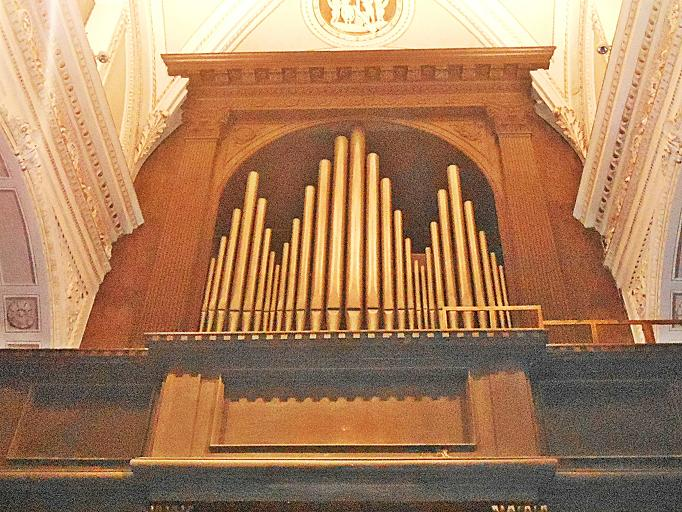
Orgel

San Martino, auch: Chiesa di San Martino, nach der Funktion auch: Parrocchia Prepositurale Collegiata San Martino, ist eine römisch-katholische Kirche in Tirano am Eingang des Puschlavs, nahe der Schweizer Grenze in der italienischen Provinz Sondrio, Region Lombardei und steht zentral in der Altstadt von Tirano. Die Kirche gehört zur Kirchenregion Lombardei, dem Bistum Como, und ist der Heiligen Martin gewidmet, der auch Patron der Stadt Tirano ist.

## Lage und Geschichte
Die Kirche liegt in der Altstadt und bildet zusammen mit anderen Gebäuden und Palazzi und Plätzen den historischen Ortskern von Tirano.
Triano gehörte kirchenrechtlich ursprünglich zu Villa di Tirano. Der genaue Ursprung der Kirche von Tirano ist ungewiss. Vorgängerbauten sind nicht eindeutig überliefert. Es wird davon ausgegangen, dass das Portal an der Nordseite von einem Vorgängerbau stammt, die Sakristei, die ursprüngliche eine Kapelle war, und der Turm (in langobardisch-romanischer Bauweise). Es gibt aber auch (strittige) Vermutungen, dass bereits im 7. Jahrhundert hier ein Sakralbau stand.
In einer Urkunde der Gemeinde Tirano vom 22. November 1253 wird eine Kirche San Martino erwähnt, in dessen Portikus sich beim Klang der Glocken die Einwohner treffen. Die Funktion der Kirche bzw. um die Kirche soll damals auch als Versammlungsort für weltliche Belange gedient haben. Am 29. Juni 1301 soll ein Altar dem heiligen Petrus gewidmet worden sein und im April 1460 zwei weitere Altäre dem heiligen Bernhardin von Siena und heiligen Johannes (San Giovanni).
1589 wurde Tirano von der Pfarre Villa di Tirano durch den Bischof von Como, Felizian Ninguarda, herausgelöst. Als Pfarrer wurde Simone Cabasso eingesetzt. 1629 wurde die Kirche vom Bischof Lazzaro Caraffino zur Kollegiatkirche und zur Pfarrkirche (Prepositura) erhoben.

## Gebäude

### Außen
Die heutige Kirche stammt weitgehend aus der Mitte des 17. Jahrhunderts, als die Kirche unter dem Provost Rinaldi vollständig umgebaut wurde. Nur wenige Teile der vorherigen Gebäude wurden weiter verwendet. Die heutige Außenfassade der Kirche stammt aus dem Jahr 1870, als der Vorsteher Albonico diese vom Architekten Carlo Maciachini ausführen ließ. Die Fresken der Vorhalle (Pronaos) wurden von Giovanni Gavazzeni Ende des 19. Jahrhunderts ausgeführt. Die Kuppel und die Apsis wurden erst 1914 hinzugefügt.
Die Nordfassade hat ein streng gegliedertes gotisches Portal mit einem Rundfenster und einer tempelartigen Struktur.
1953 wurde das neue Pfarrhaus gebaut und das alte abgerissen.
Der Glockenturm im romanisch-lombardischen Stil stammt vermutlich noch vom Vorgängerbau (1479?). Der Turm verfügt über mehrere Schallöffnungen, wobei in Richtung Turmspitze immer mehr Freiräume entstehen. Auf drei Seiten des Turms befindet sich Uhrzeiger mit aufgemaltem Zifferblatt und römischen Ziffern auf beigem Grund.

### Innen
Der Innenraum besteht aus dem Kirchenschiff und zwei untergeordneten Seitenschiffen mit je vier Kapellen auf jeder Seite. Die Decken und Wände sind mit Fresken geschmückt und im Stil des Barock teilweise üppig ausgemalt. Bemerkenswert sind auch die Fresken von Luigi Morgari im Chor.
Die Orgel von Fratelli Serassi aus dem Jahr 1848 befindet sich über dem Hauptportal. Das Gehäuse wurde von Ulisse Salis aus Tirano entworfen. Die Orgel wurde 1852 mit einem großen Konzert von Pater Felice Moretti (1791–1863, auch: Pater Davide da Bergamo) eingeweiht. 2016 wurde die Orgel umfassend restauriert.